# لورنا جن‌گیر
لورنا جن‌گیر (فرانسوی: Les possédées du diable‎) یک فیلم ترسناک فرانسوی به کارگردانی خسوس فرانکو است که در سال ۱۹۷۴ منتشر شد.

## بازیگران
- پاملا استنفورد
- گی دولورم
- لینا رومای
- هوارد ورنون
- خسوس فرانکو